# Вымбовка

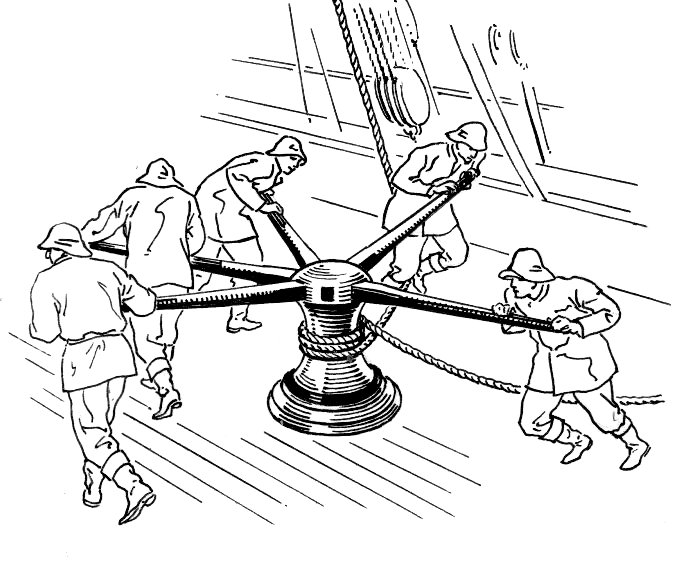

Вымбо́вка (от нидерл. windboom, от winden — «навивать» и boom — «дерево») — один из выемных деревянных или металлических рычагов, служащий на судах для вращения баллера ручного шпиля, стоячего ворота, навоя, бочки. Вставляется горизонтально в 4-угольное гнездо (шпильгат) в головке ручного шпиля. В шпильгате вымбовка раскрепляется с помощью специального шпильболта. Иногда для взаимного скрепления вымбовки обносятся по концам специальным тросиком (верёвкой), носящим название шпильтрос или свистов.
Также в морской практике вымбовка иногда называется «аншпуг» или «гандшпуг».
Матросы разбирали что только можно для драки: болты, гаечные ключи, вымбовки и свайки.Валентин Пикуль. Решительные с «Решительного».
— Идёт, канак, — сказал боцман. — Пойду попробую. Но если ты решил потешиться надо мной, я тоже над тобой потешусь — вымбовкой по голове.Р. Л. Стивенсон. Сатанинская бутылка
Голос у него [Билли Бонса] был стариковский, дребезжащий, визгливый, как скрипучая вымбовка. И палка у него была как гандшпуг. Он стукнул этой палкой в нашу дверь, и когда мой отец вышел на порог, грубо потребовал стакан рому.Р. Л. Стивенсон. Остров сокровищ.
— Нам, корабельным парням, с вымбовкой обходиться дело привычное!К. Май. Робер Сюркуф.